# Всесвітній день запобігання самогубствам
Всесвітній день запобігання самогубствам або Всесвітній день запобігання суїциду (англ. World Suicide Prevention Day) — міжнародна дата, яка відзначається по всій планеті щорічно, починаючи з 2003 року, 10 вересня, з метою сприяння діяльності щодо запобігання самогубств у всьому світі.
Всесвітній день запобігання самогубствам почали проводитися з ініціативи Міжнародної асоціації по запобіганню самогубствам (МАПС) при активній підтримці Всесвітньої організації охорони здоров'я та під патронажем Організації Об'єднаних Націй.
Кількість самогубств в даний час складає близько 800 тисяч в рік. Згідно наведеній ВООЗ статистиці, в третьому тисячолітті від суїцидів гине більше людей, ніж через всі війни та насильницькі вбивства разом взяті. Всесвітній день запобігання суїциду, за задумом представників Міжнародної асоціації по запобіганню самогубствам, покликаний привернути увагу влади й громадськості до цієї проблеми.
|  | Суїцид має ряд складних і взаємозалежних й основоположних чинників, що сприяють... котрі можуть внести свій вклад в почуття болю та безнадійності. Маючи доступ до засобів, щоб убити себе - найчастіше вогнепальна зброя, ліки і отрути - це також є фактором ризику. |

 (Реліз Кампанії)

## Інформація
Станом на 2011 рік, за оцінками, один мільйон чоловік в рік помирає в результаті самогубства або "смерті кожні 40 секунд або близько 3000 кожен день." За даними ВООЗ,в середньому на кожне самогубство припадає 20 невдалих спроб самогубства, приблизно одне кожні три секунди. Самогубство є "найбільш поширеною причиною смерті серед людей у віці 15-24 років." Все більше людей помирають від самогубства, ніж від вбивств й війни; це 13-та ведуча причина смерті в усьому світі. За даними ВООЗ, самогубство припадає майже на половину всіх випадків насильницької смерті у світі. Брайан Мішара, президент IASP, зазначив, що "більше людей вбивають себе самі, ніж помирають у всіх війнах, терористичних актах та від міжособистісного насильства." Число людей, які вмирають у результаті самогубства, як очікується, досягне 1,5 млн. на рік до 2020 року.
ООН зазначив, що смертники (смертельні випадки) розглядаються як вторинні по відношенню до своєї мети, вбиваючи інших людей або конкретну ціль й бомбардувальники не інакше типові для людей, що здійснюють самогубство.

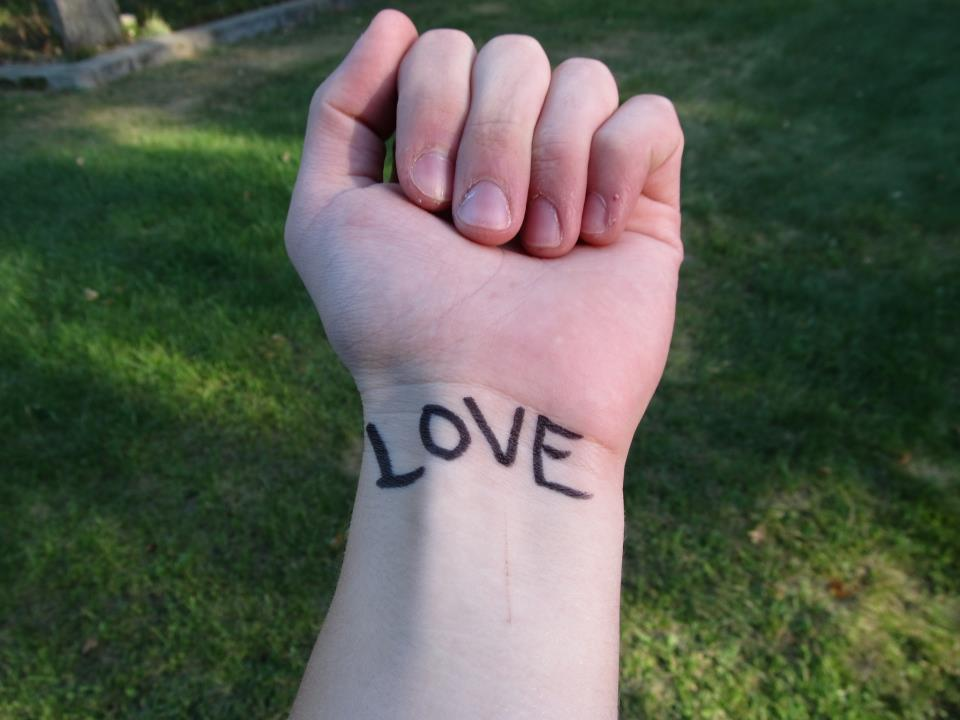
Один із способів, де люди підвищують обізнаність про Всесвітній день запобігання самогубствам

## Пестициди
Відповідно до прес-релізу ВОЗ, одна третина світових самогубств були вчинені за допомогою пестицидів, "деякі з яких були заборонені конвенціями Організації Об'єднаних Націй (ООН)." ВООЗ закликає країни Азії обмежити пестициди, які зазвичай використовуються при невдалих спробах, особливо фосфороорганічні - основані пестициди, заборонені міжнародними конвенціями, але вони все ще виготовляються там і експортуються деякими азійськими країнами. Від початку 1996-2006 вживання пестицидів було причиною приблизно 60-90 відсотків самогубств в Китаї, Малайзії, Шрі-Ланці, і Тринідадi. 
ВООЗ повідомляє про збільшення самогубств за допомогою пестицидів в інших азійських країнах, а також Центральній й Південній Америці. Передбачається, що такі хворобливі невдалі спроби можуть бути скорочені за допомогою легалізації контрольованих добровільних варіантів евтаназії, як це реалізовано у Швейцарії.

## Інформація по країнах
З 34 країн-членів ОЕСР, група розвинених країн, що використовує ринкову економіку для поліпшення Індексу людського розвитку, Південна Корея мала високий рівень самогубств. У 2011 році Міністерство  охорони здоров'я і соціального забезпечення Південної Кореї прийняло законодавство, що збігається з WSPD для боротьби з цим високим рівнем самогубств.
У деяких країнах, таких як Китай, молоді люди віком 15-34 років, найчастіше  помирають в результаті самогубств, ніж через будь-які інші причини.
За даними ВООЗ, у 2009 році усі чотири країни з найвищими показниками самогубств були в Східній Європі; Словенія була четвертою за найвищим рівнем, передує лише Росія, Латвія, й Білорусь. Це залишається в межах результатів з самого початку заходу WSPD в 2003 році, коли найвищі показники були також виявлені в країнах Східної Європи. Країни з найнижчими показниками, як правило, в Латинській Америці, «мусульманські країни» і кілька азійських країн." Інформації щодо більшості країн Африки все ще бракує.

## Гендер
За винятком Китаю, чоловіки здійснюють самогубства частіше, ніж жінки.
У західному світі, через самогубства чоловіки вмирають у три-чотири рази частіше, ніж жінки.

## Хронологія
- 2003 – "Суїцид може бути відвернений!"[17]
- 2004 – "Порятунок життів, відновлення Надії"[19]
- 2005 – "Профілактика суїциду справа кожного"[20]
- 2006 – "With Understanding New Hope"[11]
- 2007 – "Профілактика самогубств протягом усього життя"[21]
- 2008 – "Мислити глобально, планово на національному рівні, діяти локально"[22]
- 2009 – "Профілактика суїциду в різних культурах"[9]
- 2010 – "Сім'ї, спільноти й системи Суїциду"[23]
- 2011 – "Запобігання Суїциду в мультикультурному суспільстві"[6]
- 2012 – "Профілактика Суїциду по всій земній кулі: Посилення захисних факторів й що вселяє надії"[24]
- 2013 – "Стигма: Одна з основних перешкод до Суїциду"
- 2014 – "Запаліть свічку біля вікна"
- 2015 – "Preventing Suicide: Reaching Out and Saving Lives"
- 2021 —  "Дією створимо надію" — Creating hope through action[25]